# Sint-Petersburgdam

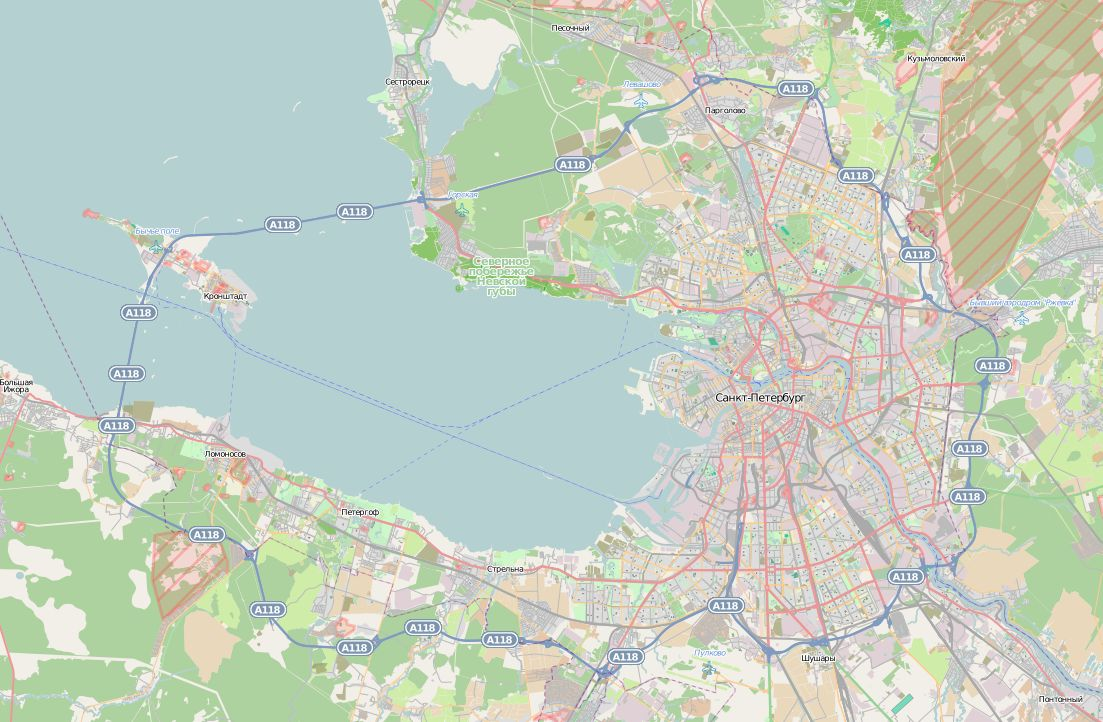
Kaart ringweg, de dam ligt uiterst links van Sint-Petersburg

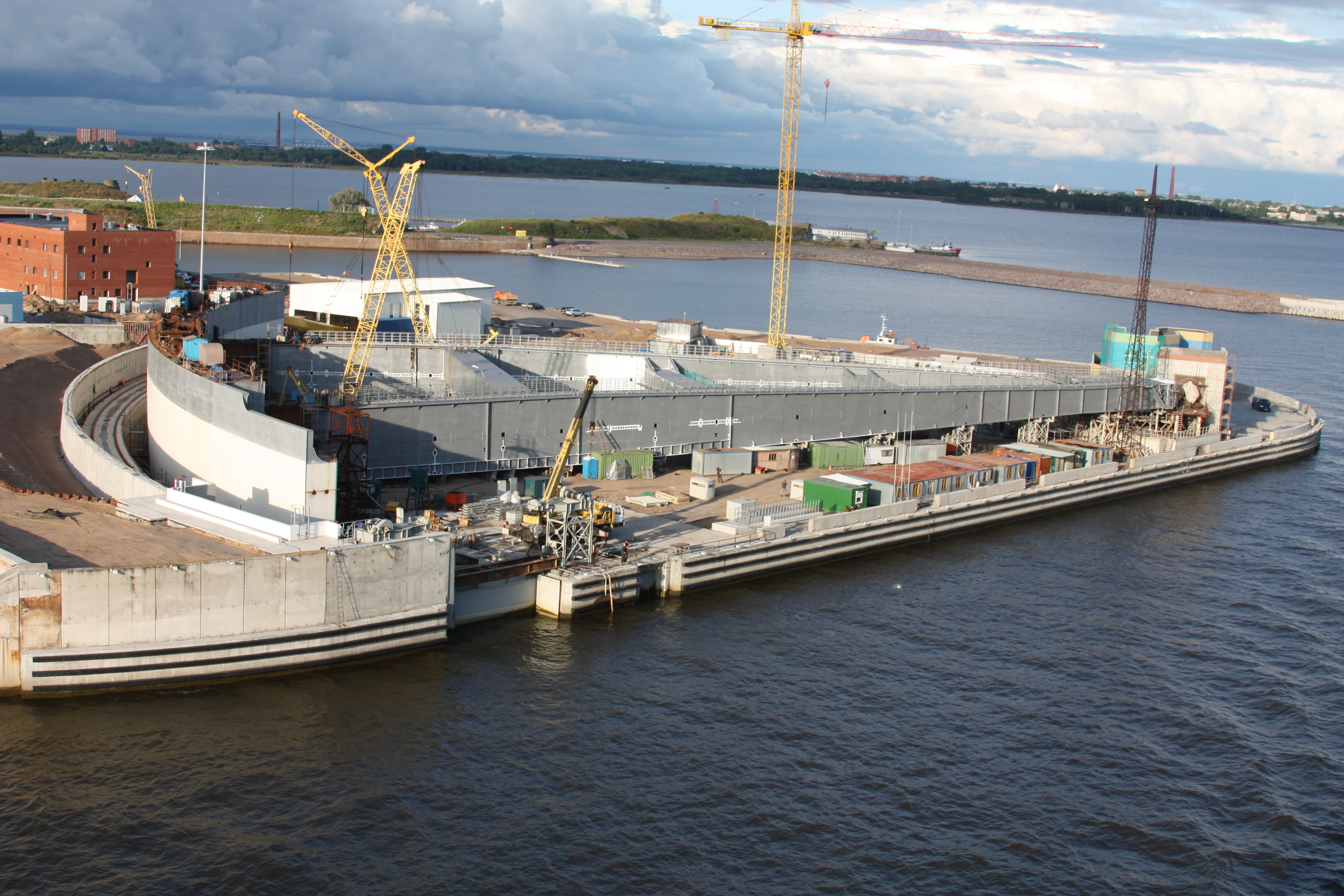
Waterkering in grote opening voor scheepvaart (S1) ten zuiden van Kotlin, 2009

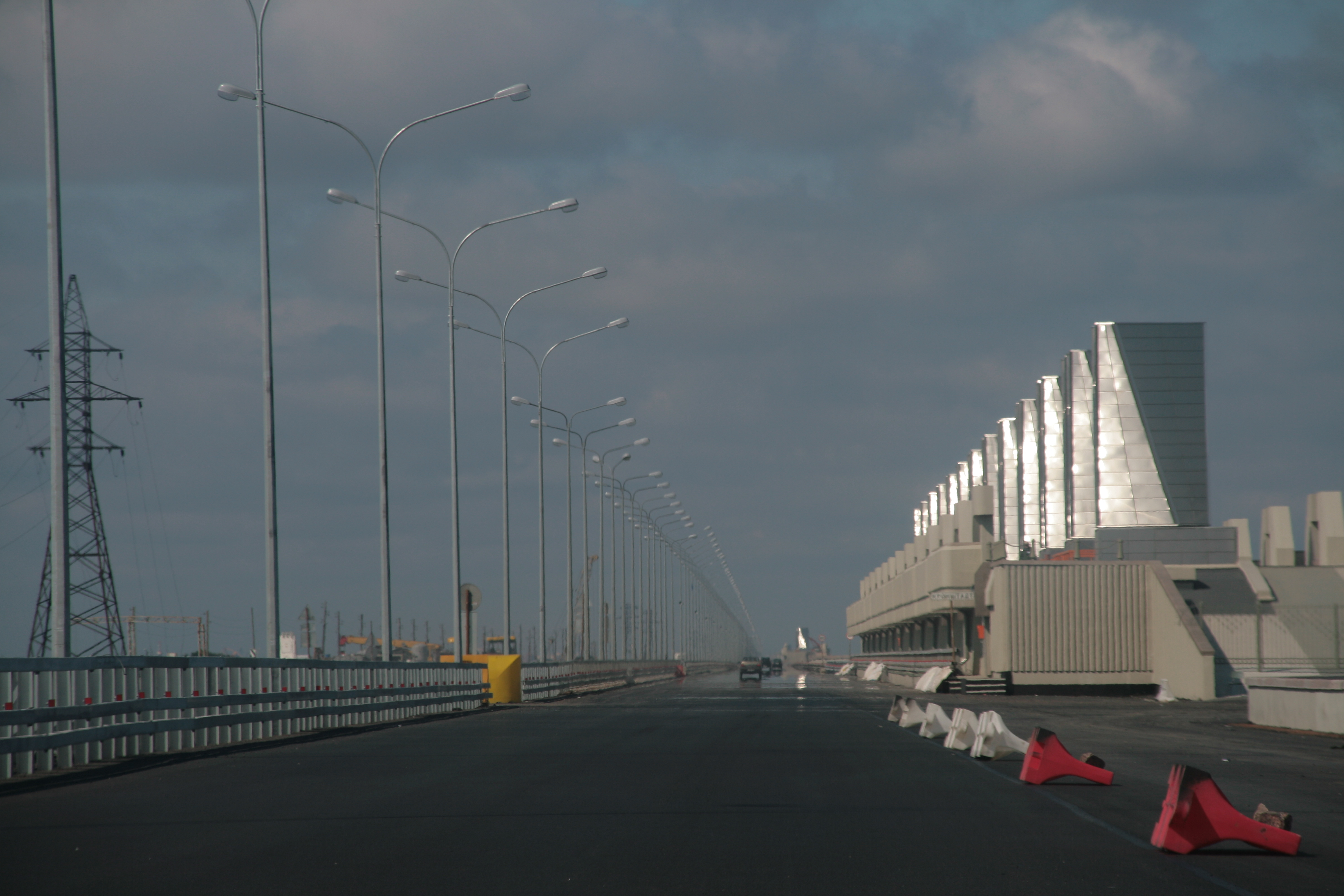
Deel van de zesbaansweg over de dam

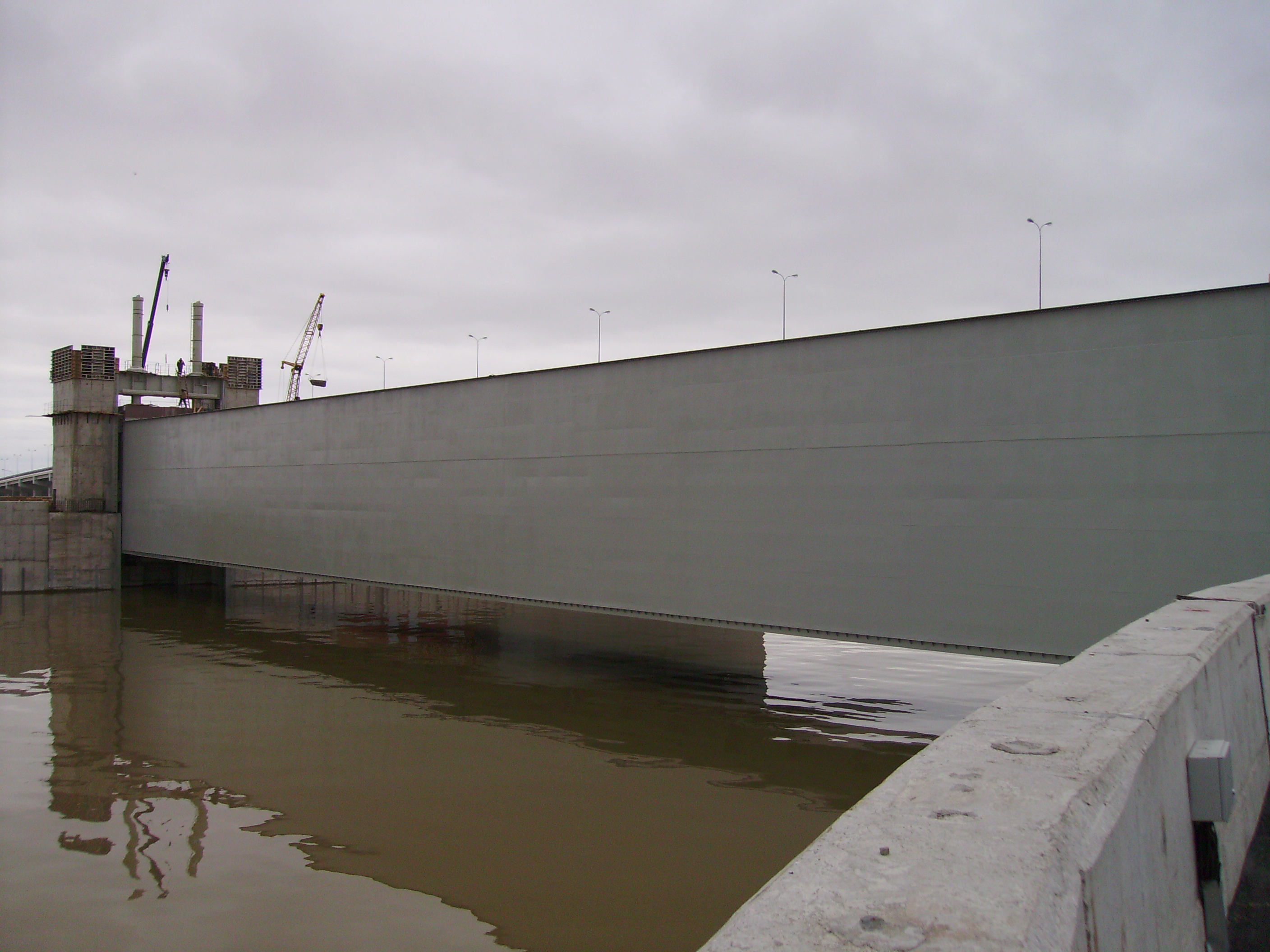
Waterkering in kleine opening voor scheepvaart (S2) ten oosten van Kotlin, 2007

De Sint-Petersburgdam (Russisch: Комплекс защитных сооружений Санкт-Петербурга от наводнений; Kompleks zatsjitnich sooroesjeni Sankt-Peterboerga ot navodneni) is een waterwerk dat de stad Sint-Petersburg tegen overstromingen moet beschermen en de Nevabaai afscheidt van de rest van de Finse Golf. Het project werd tijdens het Sovjet-tijdperk aan het einde van de jaren zeventig gelanceerd, maar werd om financiële redenen stopgezet in de jaren negentig. In 2005 gaf Vladimir Poetin opdracht het werk af te maken en in 2011 werd het werk afgerond. De dam biedt weerstand aan een stijging van het waterpeil met vijf meter.

## Doel
De dam beschermt de stad door het water van de Oostzee op afstand te houden. In het verleden heeft de stad veel te kampen gehad met overstromingen die veel schade hebben aangebracht. Bij aanhoudende wind uit het westen wordt het water richting de stad opgestuwd en kan het water van de Neva niet goed afvloeien naar zee. De Neva treedt buiten de oevers met overstromingen tot gevolg.

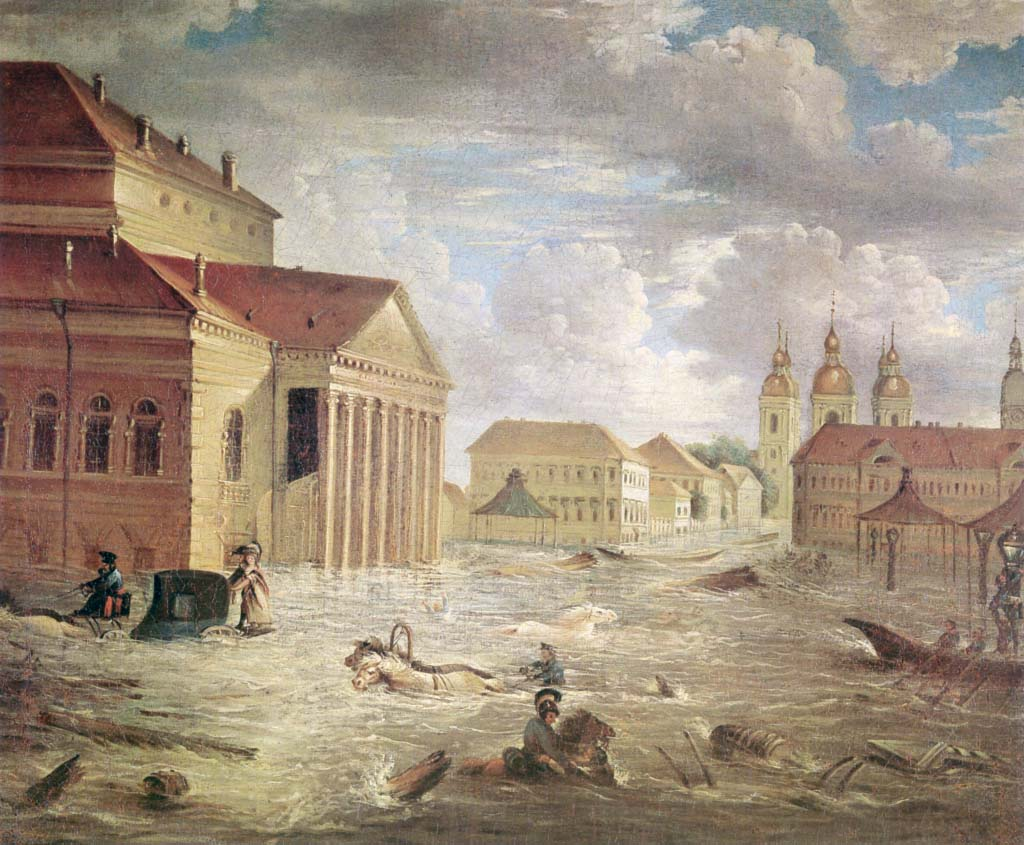
Overstroming van 1824, links het Bolsjojtheater

Sinds de stad werd gesticht vinden overstromingen plaats. Tussen 1703 en 2002 zijn er 295 overstromingen geregistreerd. Alleen een stijging van het waterpeil van meer dan 160 centimeter boven het gemiddeld normaal peil zijn meegeteld. Bij een dergelijk niveau staan de straten en kelders onder water in de lager gelegen delen van de stad. De vijf grootste overstromingen, in aflopende volgorde, waren in 1824 (421 cm boven normaal), 1924 (380 cm), 1777 (321 cm), 1955 (293 cm) en 1975 (281 cm). In 1824 kwamen meer dan 300 mensen om het leven. Over deze periode van 200 jaar was er gemiddeld één overstroming per jaar. De frequentie is wel gestegen in de laatste decennia, tussen 1980 en 2002 waren er 46 overstromingen ofwel gemiddeld twee per jaar.

## Bouw
Na de overstroming van Sint-Petersburg in 1955 werd begonnen met het maken van plannen voor de aanleg van een dam. Met de bouw van de dam werd gestart in 1980. In december 1984 was Kotlin verbonden met het vasteland vanaf Lomonosov. In 1987 maakten burgers bezwaar tegen de aanleg, zij waren van mening dat de vervuiling in de Nevabaai was toegenomen als gevolg van de dam. De bouw werd stilgelegd om dit te onderzoeken. Diverse studies werden gedaan maar in 1990 kwam een internationaal team van deskundigen tot de conclusie dat de baai vervuild was, maar dat de dam hierop geen invloed had. Zij adviseerde de dam af te maken, maar ook het afvalwater beter te behandelen met rioolwaterzuiveringsinstallaties. De bouw vorderde traag en mede door het uiteenvallen van de Sovjet-Unie werden er tussen 1987 en 2002 alleen onderhoudswerkzaamheden verricht. In 2005 werd het besluit genomen om het werk af te maken. Op 12 augustus 2011 heeft Vladimir Poetin het complex officieel geopend. Over de dam loopt ook een belangrijke zesbaansweg waarmee de ring rond de stad werd gecompleteerd. De dam heeft een investering gevergd van US$ 3,85 miljard.

## Beschrijving
De dam strekt zich 25 kilometer uit in de Finse Golf. De dam begint bij Lomonosov en gaat noordwaarts naar Kotlin, vervolgens maakt de dam een bocht naar het oosten en komt ten zuiden van Sestroretsk weer aan land.
De dam ligt zo’n 8 meter boven de zeespiegel. Hij sluit een gebied af ter grootte van ongeveer 400 km². Er zijn twee grote openingen ten behoeve van het scheepvaart, S1 en S2. S1 ligt iets ten zuiden van Kotlin en heeft een breedte van 200 meter en de bodem ligt op 16 meter. De kleine scheepvaarttoegang, S2, ligt ten oosten van Kotlin en is 110 meter breed en de drempel ligt 7 meter diep. Bij dreiging van hoog water kunnen deze worden gesloten. De S1 wordt afgesloten met twee beweegbare delen en is goed vergelijkbaar met de Maeslantkering in de Nieuwe Waterweg bij Rotterdam.
Verder zijn er nog zes andere openingen: deze zijn niet geschikt voor de scheepvaart maar wel noodzakelijk voor de afvoer van water en ijs in de winter. Deze zijn ook afsluitbaar met schuiven en lijken veel op die in de Oosterscheldekering. De waterdoorlaten hebben een breedte van 240 meter of 288 meter en een drempeldiepte van 2,5 meter of 5 meter. De totale doorlaatcapaciteit, inclusief de scheepvaarttoegangen, in de dam is zo’n 9.600 m2.
Het autoverkeer wordt door een tunnel onder de S1 geleid en over de andere openingen zijn vaste bruggen aangelegd. Alleen over de S2 ligt een hefbrug, deze kan negen meter omhoog getild worden waardoor schepen met een maximale hoogte van 25 meter boven de zeespiegel onderdoor kunnen varen. Met de vaste openingen in de dam moesten nieuwe kanalen worden gebaggerd voor het verkeer van en naar de haven van Sint-Petersburg. Het Morskoi-kanaal is de belangrijkste verbindingsweg voor de schepen van de Finse Golf naar de haven. Het Nederlandse bedrijf Boskalis heeft nog belangrijke baggerwerkzaamheden uitgevoerd.
In 2013 werd begonnen met de aanleg van een grote zeehaven daar waar de dam begint bij Lomonosov. De haven van Bronka krijgt terminals aan beide zijden van de dam, maar het zwaartepunt ligt achter de dam in het zuidwesten van de Nevabaai.